# Aquafadas
Rakuten Aquafadas es una empresa privada francesa de desarrollo de software que ofrece aplicaciones en el campo de la publicación digital para revistas, periódicos, libros y cómics, agencias y empresas. La Compañía también ofrece software creativo para Flash, HTML5 y edición de fotografías y vídeo.
Rakuten Aquafadas dirige AveComics, una tienda de cómics para libros de cómic digitales que pueden ser usados en ordenadores, tabletas y teléfonos inteligentes.
Rakuten Aquafadas se centra principalmente en tres campos de negocio:
- Software de autor y sistemas para la publicación digital de diseños ricos en contenido para teléfonos inteligentes, tabletas y la Web.
Aplicaciones de escritorio para Mac y Microsoft Windows.
Servicios de producción y plataformas para la distribución y venta de publicaciones digitales de cómics en teléfonos inteligentes, tabletas, ordenadores de escritorio y la Web.

## La oferta de Rakuten Aquafadas
- AVE AppFactory, una aplicación para generar aplicaciones para iPad e iPhone sin necesidad de programar.
- Plugins para Adobe InDesign para crear publicaciones digitales para ser publicadas a través de las aplicaciones generadas con AVE AppFactory.
- ComicComposer, una herramienta de autor para la conversión de cómics impresos en cómics digitales animados.
- myKiosk, una aplicación para chequear el contenido creado con los plugins de Aquafadas para Adobe InDesign y ComicComposer antes de su publicación.
- AVEpublishing.com, un portal para gestionar aplicaciones y contenido y llevar a cabo analíticas.
- Un kit de herramientas de desarrollo (SDK) para personalizar aplicaciones generadas con AVE AppFactory, y para desarrollar aplicaciones de usuario desde cero.

## Aplicaciones de escritorio
- iDive, una aplicación de catalogación para gestionar videoclips en discos duros, CD y DVD’s (solo disponible para Mac).
- BannerZest, basada en temas, creación simultánea de banners en Flash y HTML5 (Macintosh|Mac y Windows).
- MotionComposer, creación simultánea de animaciones en Flash y en HTML5 (Solo Mac).
- PulpMotion, creación basada en temas de presentaciones animadas,[3] usando fotografías, vídeos y música (Solo disponible para Mac).
- Kids Motion, creación de presentaciones animadas para niños usando fotografías, vídeos y música (Solo disponible para Mac).

SnapFlow, una aplicación para la revisión de fotogramas de videoclips y su conversión en imágenes de alta calidad (Solo disponible para Mac).
- VideoPier, es una aplicación para conectar cámaras de vídeo al Mac y ver videoclips que no son visibles con Apple QuickTime, y convertirlos para iPod, AppleTV, iPhone e iMovie (Solo disponible para Macintosh|Mac).

## Servicios
- Ave! Comics Production, empresa filial que adapta y distribuye cómics en teléfonos inteligentes, tabletas y la Web.
- Ave! Comics, una tienda Web para cómics digitales y Manga.

## Historia de la Compañía y sus productos
Aquafadas fue lanzada en 2006 en Montpellier, Francia por Matthieu Kopp y Claudia Zimmer, con su primer producto, iDive.
- 2006, Aquafadas fue fundada como compañía y movió sus oficinas a Cap Omega, una incubadora de negocios que ha recibido en 2007 el premio a la mejor incubadora global para “start-ups”, otorgado por la NBIA (National Business Incubation Association).

- 2004: Creación del primer software iDive.

- 2006: Compañía fundada por Claudia Zimmer y Matthieu Kopp. Publicación de PulpMotion.

- 2007: Publicación de BannerZest. Lanzamiento de Ave!Comics.

- 2008: Lanzamiento de VideoPier. En diciembre, el último cómic de Lucky Luke aparece disponible en el iPhone a través de Ave! Comics.

- 2009: Lanzamiento de SnapFlow. En mayo, lanzamiento de Ave! Comics Production.

- 2010: Lanzamiento de BannerZest para Windows. Lanzamiento de la aplicación para Facebook “BannerZest Fun Pics”. Asociación con Noise Industries y lanzamiento del plugin PulpFx. Asociación con FNAC y Orange para publicación digital. Publicación de varias aplicaciones para RMC Sport, La Tribune  y Reader’s Digest.

- 2011: Lanzamiento del Sistema de publicación digital de Aquafadas. Asociación con Quark Inc: Quark integra la tecnología de publicación digital de Aquafadas como App Studio en Quark Publishing System y QuarkXPress 9.1.

## Premios
- O’Reilly Mac Innovators Award, San Francisco.
- Trofeo MacGeneration por la mejor integración de tecnologías Apple 2005, iDive.
- Trofeo a la mejor aplicación MacGeneration 2006, PulpMotion.
- Target Grand Prix start-ups (Start Up del año en el Languedoc-Roussillon en diciembre de 2006)
- Competición Nacional para la creación de negocios innovadores en categoría Construcción/Desarrollo (Ministerio de Investigación - OSEO Anvar).
- Grand premio software Venture Capital - Senate 2008 para Ave! Comics.
- CNC (Centro Nacional del cine y de la imagen en movimiento), como parte de la convocatoria para los proyectos de la red *RIAM (Investigación e Innovación en el audiovisual y multimedia), programa R&D de 1 millón de euros.
- Investigación del programa del libro digital 2.0, base 1,6 millones de euros, OSEO Anvar.

## Fundadores y Gestión
- Claudia Zimmer, Presidente. Master Degree en arquitectura
- Matthieu Kopp, Chief Technology Officier. Estudió ingeniería en la Escuela Central de París. PhD en astrofísica.